# Formiguer crestat
El formiguer crestat (Myrmoborus lophotes) és una espècie d'ocell de la família dels tamnofílids (Thamnophilidae).
Habita les espesures de bambú i la selva pluvial de les terres baixes de l'est del Perú i nord de Bolívia.